# Gicleur
Un gicleur est un dispositif mécanique qui permet de vaporiser un liquide :
- dans les cuisinières à gaz domestiques ;
- dans les  "vaporisateurs" à parfum  (en fait des pulvérisateurs) utilisant une "poire" en caoutchouc, chers aux élégantes de la Belle époque dont les carburateurs reprennent le principe ;
- pour la lutte contre les incendies dans les extincteurs automatiques à eau ;
- pour les moteurs à explosion, composant du ou des carburateurs ;
- dans l'agriculture composant des asperseurs des pelouses ou des champs.

## Gicleur en chauffage
En chauffage au fioul c'est un orifice calibré pour un débit précis à la pression de 7 bar, possédant un angle de pulvérisation compris dans la liste : 30°, 45°, 60°, 80°
Le gicleur peut se présenter avec différents types de cône, un cône plein conçu pour produire une atomisation fine et uniforme, un cône semi plein pour les débits important, un cône creux il provoque une atomisation très fine il a été créé pour produire une combustion efficace, propre et silencieuse, cône plein uniforme gicleur spécial utilisé lorsque les gicleurs aux cônes creux ou pleins ne donnent pas le résultat optimum.
| Danfoss | Delavan | Fluidics | Monarch | Hago   | Steinen |
| ------- | ------- | -------- | ------- | ------ | ------- |
| S       | B       | SF-S     | AR-R    | B-P-ES | Q-S     |
| H/B     | -       | -        | PL      | SS     | PH      |
| H       | A       | HF-H     | NS      | H      | H       |
| B       | W       |          | PLP     |        | SS      |

- Danfoss : B : semi-creux ; H : creux ; N : semi-creux spécial ; S : plein

## Gicleur de carburateur
Les gicleurs des carburateurs sont de petits tuyaux en laiton très finement calibrés (ils portent un numéro indiquant leur diamètre) qui permettent de brumiser l'essence en très fines gouttelettes dans la buse d'aspiration d'air d'un carburateur (en général au niveau de l'étranglement où la pression/dépression est maximale, le venturi du carburateur). Le calibrage des gicleurs est de la plus haute importance pour assurer les proportions stoechiométriques d'essence (carburant) et d'air (comburant), la bonne richesse du mélange en jargon de mécanicien. Un gicleur trop gros induit de la pollution par hydrocarbures imbrûlés (mélange trop riche) ainsi qu'une perte de puissance et un gicleur trop fin provoque une élévation des températures de combustion qui peuvent avoir des effets dévastateurs sur le moteur (grippage ou "serrage" des pistons, "perlage" de la bougie, trou dans la calotte du piston)
Sur des moteurs de course à carburateur, aujourd'hui quasi obsolètes, le choix de gicleur prenait en compte la température et l'hygrométrie ambiantes pour trouver le réglage le plus performant, les écuries de course disposant de véritable bibliothèques de gicleurs avec des calibrages successifs très proches.
La plupart des carburateurs disposent au minimum de deux gicleurs, un utilisé au régime de ralenti, avec faible dépression dans le venturi (c'est le plus fin des deux) et un gicleur de plein gaz, utilisé à moyen et haut régime (gros diamètre)… Le nettoyage périodique des gicleurs est conseillé, ainsi que le contrôle des filtres à carburant (filtre a poussières et décanteur d'eau en plus du filtre à air). Les moteurs hors-bord, au fonctionnement saisonnier en milieu hostile (humidité saline)sont très sujets à la colmatation du très fin gicleur de ralenti (dépôts d'huile 2 temps solidifiée à l'hivernage, particules de sel, de rouille-privilégier les réservoirs en polyéthylène-eau de mer ou eau de condensation dans le réservoir amovible.